# Johnny Roqueta
Johnny Roqueta es una serie de historietas creada en 1982 por el dibujante Rafael Vaquer y los guionistas de cómic Alfons López y Joan Tharrats

## Trayectoria editorial
La serie se publicó por primera vez en "Cul-de-Sac" en 1982.
Al año siguiente pasó a "El Jueves", cuya editorial la fue recopilando de forma monográfica en los siguientes álbumes:
- 1985 Johnny Roqueta, I (El Jueves: Pendones del Humor, núm. 7);
- 1986 Johnny Roqueta, II (El Jueves: Pendones del Humor, núm. 12);
- 1987 Johnny Roqueta, III (El Jueves: Pendones del Humor, núm. 16);
- 1988 Johnny Roqueta, IV (El Jueves: Pendones del Humor, núm. 26);
- 1989 Johnny Roqueta, V (El Jueves: Pendones del Humor, núm. 37);
- 1990 Johnny Roqueta, VI (El Jueves: Pendones del Humor, núm. 52);
- 1991 Johnny Roqueta, VII (El Jueves: Pendones del Humor, núm. 63);
- 1992 Johnny Roqueta, VIII (El Jueves: Pendones del Humor, núm. 70).[1]

Posteriormente la serie fue publicada en el semanario Solo Moto. 
- 2005 Johnny Roqueta, Como un Amoto (Editorial Dibbuks).

En el año 2008 una exposición itinerante, inaugurada por el Ayuntamiento de Palma de Mallorca, recogía los 25 años del personaje en un catálogo: "Tanto tiempo pa esto".
- 2007 Johnny Roqueta, Tanto tiempo pa esto (Ayuntamiento de Palma de Mallorca)
- 2008 Johnny Roqueta, Luxury Gold Collection (El Jueves: Luxury Gold Collection).